# Ouled Saïd (Chaouïa)
Ne doit pas être confondu avec Ouled Saïd (tribu).
 (juin 2024).
La mise en forme du texte ne suit pas les recommandations de Wikipédia : il faut le « wikifier ».
Les points d'amélioration suivants sont les cas les plus fréquents. Le détail des points à revoir est peut-être précisé sur la page de discussion.
- Les titres sont pré-formatés par le logiciel. Ils ne sont ni en capitales, ni en gras.
- Le texte ne doit pas être écrit en capitales (les noms de famille non plus), ni en gras, ni en italique, ni en « petit »…
- Le gras n'est utilisé que pour surligner le titre de l'article dans l'introduction, une seule fois.
- L'italique est rarement utilisé : mots en langue étrangère, titres d'œuvres, noms de bateaux, etc.
- Les citations ne sont pas en italique mais en corps de texte normal. Elles sont entourées par des guillemets français : « et ».
- Les listes à puces sont à éviter, des paragraphes rédigés étant largement préférés. Les tableaux sont à réserver à la présentation de données structurées (résultats, etc.).
- Les appels de note de bas de page (petits chiffres en exposant, introduits par l'outil «  Source ») sont à placer entre la fin de phrase et le point final[comme ça].
- Les liens internes (vers d'autres articles de Wikipédia) sont à choisir avec parcimonie. Créez des liens vers des articles approfondissant le sujet. Les termes génériques sans rapport avec le sujet sont à éviter, ainsi que les répétitions de liens vers un même terme.
- Les liens externes sont à placer uniquement dans une section « Liens externes », à la fin de l'article. Ces liens sont à choisir avec parcimonie suivant les règles définies. Si un lien sert de source à l'article, son insertion dans le texte est à faire par les notes de bas de page.
- La présentation des références doit suivre les conventions bibliographiques. Il est recommandé d'utiliser les modèles {{Ouvrage}}, {{Chapitre}}, {{Article}}, {{Lien web}} et/ou {{Bibliographie}}. Le mode d'édition visuel peut mettre en forme automatiquement les références.
- Insérer une infobox (cadre d'informations à droite) n'est pas obligatoire pour parachever la mise en page.

Pour une aide détaillée, merci de consulter Aide:Wikification.
Si vous pensez que ces points ont été résolus, vous pouvez retirer ce bandeau et améliorer la mise en forme d'un autre article.
 (février 2025).
 (avril 2025).
Motif : Absence de sources secondaires centrées en nombre et qualité suffisants
- Archive Wikiwix
- Bing
- Cairn
- DuckDuckGo
- E. Universalis
- Gallica
- Google
- G. Books
- G. News
- G. Scholar
- Persée
- Qwant
- (zh) Baidu
- (ru) Yandex
- (wd) trouver des œuvres sur Wikidata

| 1. | Préciser le motif de la pose du bandeau. | Précisez le motif de la pose du bandeau en utilisant la syntaxe suivante : {{admissibilité à vérifier\|date=mai 2025\|motif=remplacez ce texte par le motif}}                             |
| 2. | Informer les utilisateurs concernés.     | Pensez à avertir le créateur de l'article, par exemple, en insérant le code ci-dessous sur sa page de discussion : {{subst:avertissement admissibilité à vérifier\|Ouled Saïd (Chaouïa)}} |

 (février 2025).
Si vous disposez d'ouvrages ou d'articles de référence ou si vous connaissez des sites web de qualité traitant du thème abordé ici, merci de compléter l'article en donnant les références utiles à sa vérifiabilité et en les liant à la section « Notes et références ».
Les Ouled Said aussi nommé Awlad Saïd al-Zoghbi  (en arabe : أولاد سعيد ) est une tribu arabe marocaine de la région historique de la Chaouïa. Les Saidi sont originaires de la tribu Zoghba de Banu Hilal. Elle est n'est pas a confondre avec les Ouled Saïd al-Riyahi  qui sont eux, des hilaliens de la branche Riyah en Tunisie.

## Origine
Les Oulad Saïd appartiennent à la famille hilalienne des Soueïd, descendants de Malek ben Zoghba. Leur nom semble dériver d'un de leurs anciens chefs, « Saïd ben 'Othman ben Omar ben Mehdi », qui joua un rôle majeur dans l'histoire des Soueïd. Lors des divisions entre les Soueïd et les Beni Amer ben Zoghba, Saïd se rendit auprès du Sultan mérinide Yousef ben Ya'qoub ben 'Abd El-Haqq, alors qu'il assiégeait Tlemcen, vers l'an 1300 de notre ère. Accueilli avec les plus grands honneurs, Saïd rentra rapidement dans sa tribu, emmenant avec lui une faction des Akerma, branche des Beni Yazid, craignant pour sa vie[réf. nécessaire].

## Territoire
Le territoire des Oulad Saïd couvre environ 150 000 hectares et abritait une population de 40 000 habitants en 1908, répartis en six tribus, formant cinq qaïdats : Hadami, Oulad Abbou, Oulad Arif et Mzoura, Mualin Al-Hafrah, et Kadanah. En 1909 et 1910, les Gdana étaient sous la juridiction du Bureau de renseignements de Settat ; en 1911, ils furent rattachés au Bureau des Oulad Saïd
.

## Histoire

### Formation de la Tribu (XIVe—XVIIe)
Après Saïd ben 'Othman, le commandement des nomades soueïdiens passa à son fils Samaoun, qui mourut en 1322, laissant l'autorité nominale à son frère Aha. Pendant ce temps, la fortune d'Arif grandissait : il servit le Sultan comme ambassadeur et remplit plusieurs missions auprès des Hafsides en Ifriqiya, des Beni Ahmar en Andalousie, et des Mamelouks en Égypte. Ces fonctions lui furent maintenues par Aboul-Hasan, fils et successeur d'Abou Saïd, dont il resta le conseiller et l'ami. Tous les Soueïd reconnurent l'autorité du Mérinide, et Arif obtint la préséance sur tous les chefs ma'qiliens et zoghbiens. À la mort de Aha, fils de Saïd ben 'Othman, le commandement des Soueïd, des autres branches des Beni Malek, et de tous les nomades de l'Empire échut au fils d'Arif, Ouenzemmar. Ce dernier se retira vers la fin de sa vie et laissa pour successeur son frère Isn.
Après la mort du Sultan mérinide Abou 'Inân, la dynastie 'Abd El-Ouadite reprit possession de la province de Tlemcen. Étonnamment, le droit de commander les Soueïd fut maintenu par les Abd El-Ouadites en faveur de la famille de Saïd ben 'Othman, malgré son alignement avec les Mérinides, et confié à son fils Mermoun. Ce dernier fut assassiné par deux frères de Ouenzemmar, Abou Bekr et Mohammed, qui lui succédèrent.
Les nomades soueïdiens étaient accompagnés d'un groupe appelé les Soubaïh, qui constituaient une population puissante. Toujours aux côtés des Soueïdiens, les Soubaïh s'arrêtaient avec eux aux mêmes lieux de campement ou de halte. Les Soubaïh ont pénétré dans le Maroc et se sont établis dans la région de la Tamesna.
L'ancêtre de la tribu était Ali Ould Moumen, qui occupa le territoire vers 1204 de notre ère et le partagea avec ses fils. 'Arif, le plus courageux, s'établit face aux Mzamza et aux Oulad Bouziri, tandis que Saïd, moins valeureux, s'installa dans la région basse, ce qui valut à ses descendants le nom de Mualin al-Hafrah (ceux qui occupent le bas-fond). L'histoire des premiers temps est marquée par des luttes incessantes, entrecoupées de trêves pour les semailles et les récoltes. Jusqu'à l'époque du Sultan Moulay Ismaël, l'anarchie régnait en maître. Bien que les Sultans soient déjà entrés dans la Tamesna, ils n'avaient pas réussi à asseoir suffisamment leur autorité pour organiser les tribus.
La tribu aurait eu des chevaux gras, qui leur a apporté le surnom de "Oulad Semin El Aoud", même si cette histoire repose sur des sources inconnus, et peut être manipulé
.

### Époque moderne (XVIIe—XIXe)
De la mort de Mohammed III jusqu'au règne de Moulay Slimane, les tribus restèrent sept ans en siba (anarchie). Tahar fut ensuite remplacé par Si El-Ghazi, et le pays redevint plus calme. À cette époque, l'argent avait une grande valeur : l'établissement d'un acte de propriété coûtait un demi-guirch, un bœuf valait 4 pièces de monnaie, et un chameau 20 pièces. On pouvait acheter six pains pour l'équivalent d'un centime français actuel. À la mort de Si El-Ghazi, sous le règne de Moulay Slimane, le Caïd Saïd Bel-Hachemi des Hadami, une fraction des Hallalich, lui succéda. Il fit construire une Kasbah, mais mourut deux ans après sa nomination, et la Kasbah fut aussitôt détruite.
Le Caïd Chafaï, qui lui succéda, ne commandait plus que les Oulad Bou Rezq (M'Zamza, Oulad Saïd, Bouziri, Zenata, Oulad Sidi Ben Daoud). À sa mort, le Caïd Bahloûl des M'zamza lui succéda. C'était un alcoolique qui pressurait ses administrés. Les Hadami, les Oulad Abbou et une partie des M'zamza se révoltèrent contre lui et envoyèrent une députation demander justice au Sultan. Le Sultan fit emprisonner le Caïd et nomma à sa place Si El-Kebir ben Madani des M'zamza. Les tribus retrouvèrent alors un certain ordre. Le nouveau Caïd commandait les Oulad Bou Rezq. À la suite des vexations du Caïd, les Mualin al-Hafrah, les Hadami, les Oulad Abbou et les Oulad 'Arif se révoltèrent, attaquèrent les M'zamza, et les Kadanah se joignirent à eux, commandés par un neveu du Caïd.
Sollicité par les tribus pour se débarrasser d'El-Kebir ben Madani, le Sultan nomma deux nouveaux Caïds : 'Ali ben Ahmed, Caïd des Oulad Abbou et des Hadami, et Abbou Ould Moul Et-Taba', Caïd des Oulad 'Arif et des Moualin El-Hofra. Les Kadanah restèrent sous le commandement du Caïd El-Kebir ben Madani. L'ordre fut rétabli et se maintint pendant cinq ans.
Cependant, à la suite d'une révolte des Oulad 'Arif contre le Caïd Abbou Ould Moul Et-Taba', qui exonérait ses frères, les Mualin al-Hafrah, d'impôts, tout en faisant payer les Oulad 'Arif, les deux factions en vinrent aux mains. Les Oulad 'Arif envoyèrent alors au Sultan, à Marrakech, une délégation de 40 membres dirigée par Si Bou Chaïb ben Djilali pour demander la nomination d'un seul Caïd pour les Oulad 'Arif, Oulad Abbou, Oulad Saïd, et Hadami. Après avoir consulté les Caïds Fekkák des Mzab et Rechid des Oulad Hriz, le Sultan fit emprisonner 'Ali ben Ahmed et détruire sa Kasbah de Dar Ould Fátima. Le Caïd Abbou, quant à lui, ne tarda pas à fuir vers Boul-Dja'd, et sa Kasbah de Sooq El-Arba' fut également détruite. Bou Chaïb ben Djilali devint alors Caïd des quatre fractions, et pendant les trente-deux ans de son mandat, le pays demeura tranquille.
Son fils Mokhtar lui succéda, mais ne conserva son commandement que quatre mois. Un riche propriétaire des Oulad Saïd, El-Ayyachi, incita la tribu à se révolter à la mort de Moulay El-Hasan. Après six mois d'anarchie totale, marquée par des combats avec les M'zamza et les Oulad Bouziri, El-Ayyachi parvint à se faire nommer Caïd à la place de Mokhtar, qui s'était réfugié à Fès chez Ba Ahmed, mais fut tout de même emprisonné
.

### Résistance anticolonial (XXe—XXIe)
En 1905, El-Ayyachi tenta en vain de rétablir son autorité dans la tribu. Rentré dans sa Kasbah avec l'aide des Hamadat, une faction des Oulad 'Arif, il en fut chassé presque immédiatement après un violent combat, où ses adversaires les plus acharnés étaient les Oulad Bouziri et les Kadanah. Exacerbée par les prédications de Bou Azzaoui, l'anarchie atteignit son apogée.
Bou 'Azzaoui devint tout-puissant. Il fit construire une Kasbah près de celle des Oulad Saïd et nomma lui-même deux Caïds : El-Arbi Ould El-Hadj Houfyan pour les Oulad 'Arif et les Mouâlin El-Hofra, et le Hadj Mohammed ben 'Oreïb pour les Oulad Abbou et Hadami. Refusant de les reconnaître, furent convoqués par Bou 'Azzaoui à un grand moussem à Souq El-Arba'a pour prêcher le djihad contre les chrétiens et les inviter à la conquête de Casablanca. Les Oulad Saïd arrivèrent trop tard pour participer au sac de la ville avec les autres tribus chaouis. Battus à Taddert, ils rejoignirent la harka du prétendant Moulay Hafidh.
À partir de ce moment, la tribu opposa une résistance opiniâtre à la pénétration française. Dans le mois de frévrier, les Bou 'Azzaoui mènera les chaouis victorieux à la Bataille de Sidi El-Mekki. Le même mois, le 8 février 1908, une colonne française vint bivouaquer près de la Kasbah d'El-Ayyachi, et le mois suivant, après une série de marches, elle retourna dans la tribu. Les Ouled Saïd se soumirent alors, prétendant vouloir reprendre leurs travaux agricoles. Pourtant, ils se laissèrent encore séduire par les prédications du marabout Mohammed ben Zeroual Bou Nouala, qui jouissait d'un grand prestige religieux et était en relation avec Moulay Hafidh. Bou Nouala avait promis à ses contingents de les rendre invulnérables aux balles et aux obus, mais cette confiance leur coûta cher.
Le 14 mars 1908, les troupes françaises, venant de Settat, bivouaquèrent à la Kasbah des Oulad Saïd. Le lendemain, elles remontèrent vers le nord, trouvant le pays désert sur leur passage. Arrivés à Dar Qçiba, elles firent un crochet vers l'ouest et se dirigèrent soudain vers la zaouïa de Sidi El-Ourimi. Là se trouvait le camp de Bou Nouala : 2 500 tentes avec une multitude de femmes, d'enfants et de vieillards. Une lutte courte mais terrible s'engagea, durant laquelle les moudjahidin opposèrent une résistance désespérée, se jetant littéralement sur les baïonnettes françaises. Le camp fut livré aux flammes, marquant la fin du prestige de Bou Nouala.
Cette défaite poussa les Oulad Saïd à demander l'« amân » (la paix). D'abord très craintives, les tribus se cachèrent dans les ravins escarpés des bords de l'Oumm Er-Rebi', ramenant quelques tentes à leurs emplacements pour donner l'illusion de leur retour. Quelques mois plus tard, elles reprirent confiance et retournèrent dans leurs campements habituels (octobre 1908)
.

## Composition tribal
- Hadami
- Oulad Abbou
- Oulad 'Arif
- Mzoura
- Mualin al-Hafrah
- Kadanah

D'autres sources font apparaître l'existence d'autres fractions tel que : 
- Oulad Sammad

 (qui serait descendantes d'un Salah ben Tarif)

## Personnalités
- Driss Basri : Ministre de l'Intérieur et de l'information du Maroc et "bras droit" de Hassan II[1]
- Qadhi Si Ahmed ben 'Abd ar-Rahman, Qadhi (juge) des Ouled Saïd au XXe siècle.
- Caïd Saïd Bel-Hachemi des Hadami